# Xã Brampton, Michigan
Xã Brampton (tiếng Anh: Brampton Township) là một xã thuộc quận Delta, tiểu bang Michigan, Hoa Kỳ. Năm 2010, dân số của xã này là 1.050 người.